# Arizona Bill (film, 1937)
Pour les articles homonymes, voir Arizona Bill.
Pour plus de détails, voir Fiche technique et Distribution.
Arizona Bill (The Bad Man of Brimstone) est un western américain réalisé par J. Walter Ruben et sorti en 1937.

## Synopsis
En 1889, dans un saloon de la ville de Brimstone, en Arizona, le hors-la-loi Arizona Bill reconnaît un jeune boxeur, Jeff, comme étant son fils perdu de vue depuis longtemps. Après s'être réconcilié, Bill éloigne Jeff d'une carrière de boxeur et l'envoie à l'école de droit. Lorsque son fils revient, beaucoup de choses ont changé.

## Fiche technique
- Titre français : Arizona Bill[1]
- Titre original : The Bad Man of Brimstone
- Réalisation : J. Walter Ruben
- Scénario : Cyril Hume, Richard Maibaum
- Photographie : Clyde De Vinna
- Montage : Frank Sullivan
- Musique : William Axt
- Production : Harry Rapf
- Sociétés de production : Metro-Goldwyn-Mayer
- Pays de production :  États-Unis
- Langue originale : anglais américain
- Format : Noir et blanc
- Genre : western
- Date de sortie :
  - États-Unis : 31 décembre 1937
  - France : 29 juin 1938

## Distribution
- Wallace Beery : Arizona Bill (Trigger Bill en VO)
- Virginia Bruce : Loretta Douglas
- Dennis O'Keefe : Jeff Burton
- Joseph Calleia : Ben
- Lewis Stone : Mr. Jackson Douglas
- Guy Kibbee : Eight Ball Harrison
- Bruce Cabot : Blackjack McCreedy
- Cliff Edwards : Buzz McCreedy
- Guinn Williams, dit « Big Boy » : Vulch McCreedy
- Arthur Hohl : Doc Laramie
- John Qualen : Loco
- Charley Grapewin : Barney Lane
- Robert Barrat : Hank Summers
- Noah Beery : Ambrose Crocker